# Ridgway-bagoly
A Ridgway-bagoly (Aegolius ridgwayi) a madarak osztályának a bagolyalakúak (Strigiformes) rendjéhez, a bagolyfélék (Strigidae) családjához tartozó faj.

## Rendszerezése
A fajt Anastasio Alfaro Costa Rica-i zoológus írta le 1905-ben, a Cryptoglaux nembe Cryptoglaux ridgwayi néven. Magyar és tudományos faji nevét Robert Ridgway amerikai ornitológusról kapta.

## Alfajai
- Aegolius ridgwayi tacanensis (R. T. Moore, 1947) - Mexikó déli része
- Aegolius ridgwayi rostratus (Griscom, 1930) - Guatemala és Salvador
- Aegolius ridgwayi ridgwayi (Alfaro, 1905) - Costa Rica és Panama nyugati része [2]

## Előfordulása
Mexikó déli részén, valamint Costa Rica, Guatemala, Panama és Salvador területén honos. Természetes élőhelyei a szubtrópusi vagy trópusi síkvidéki esőerdők. Állandó, nem vonuló faj.

## Megjelenése
Testhossza 21 centiméter.

## Életmódja
Kisebb emlősökkel, denevérekkel és rovarokkal táplálkozik.

## Természetvédelmi helyzete
Az elterjedési területe elég kicsi, egyedszáma viszont stabil. A Természetvédelmi Világszövetség Vörös listáján nem fenyegetett fajként szerepel.